# جوليا روي
جوليا روي (بالفرنسية: Julia Roy)‏ هي ممثلة فرنسية، ولدت في 12 ديسمبر 1989 في باريس في فرنسا.

## وصلات خارجية
- جوليا روي على موقع IMDb (الإنجليزية)
- جوليا روي على موقع ألو سيني (الفرنسية)
- جوليا روي على موقع قاعدة بيانات الفيلم (الإنجليزية)